# Tryin’ to Throw Your Arms Around the World
«Tryin’ to Throw Your Arms Around the World» (с англ. — «Когда пытаешься обнять весь мир») — песня ирландской рок-группы U2. Девятый трек альбома Achtung Baby, выпущенного в 1991 году на лейбле Island Records. В этой ироничной песне поётся о том, как подвыпивший главный герой возвращается после ночной прогулки по городу. «Tryin’ to Throw Your Arms Around the World» была посвящена ночному клубу «Flaming Colossus», расположенному в Лос-Анджелесе. В альбомной версии композиции партию клавишных исполнил один из его продюсеров — Брайана Ино.
Во время концертных исполнений песни в рамках Zoo TV Tour с 1992 по 1993 годы вокалист Боно разбрызгивал на зрителей бутылку шампанского. Во время этого турне песня была исполнена 136 раз, однако с тех пор она на долгое время пропала из сет-листа группы. В июля 2011 года музыканты вновь исполнили её на трех концертах во время заключительного этапа гастрольного тура U2 360° Tour.
«Tryin’ to Throw Your Arms Around the World» была вырезана при монтаже концертного видео Zoo TV: Live from Sydney; причиной для этого послужил долгий хронометраж фильма — от песни пришлось отказаться вынужденно, чтобы уложиться в двухчасовой интервал. Строчка из песни «a woman needs a man like a fish needs a bicycle» — это цитата австралийской писательницы Ирины Данн.

## Кавер-версии
Песня была переработана христианской рок-группой The Fray для трибьют-альбома AHK-toong BAY-bi Covered 2011 года. Позднее, во время седьмого этапа турне U2 360° Tour денверский квартет выступал на разогреве у U2, в ходе которого фронтмен The Fray, Айзек Слейд, отпраздновал свое 30-летие. «Они [U2] подарили мне стол для пинг-понга» — вспоминал он, — «и ракетку с нарисованными на ней солнечными очками».

## Участники записи
- Боно – ведущий вокал
- Эдж – гитара, клавишные, бэк-вокал
- Адам Клейтон – бас-гитара
- Ларри Маллен-младший – ударные, перкуссия
- Брайан Ино – дополнительные клавишные
- Даниэль Лануа – дополнительная гитара